# Bob Fu
Bob Fu (en chino, 傅希秋; pinyin, Fù Xīqiū) es un pastor chino-estadounidense. Es el fundador y presidente desde 2002 de China Aid, que proporciona asistencia jurídica gratuita al cristianismo en China. Bob Fu nació en Shandong en 1968 y estudió literatura inglesa en la Universidad de Liaocheng en la década de 1980. Se convirtió al cristianismo después de que un profesor estadounidense le diera la biografía de un cristiano chino convertido. Tras sus estudios, Fu enseñó inglés en la Escuela del Partido Central del Partido Comunista de China de Pekín, al tiempo que participaba en el movimiento de las Iglesias caseras. En 1996, Bob Fu y su familia emigraron a Hong Kong y luego a Estados Unidos, después de que su mujer se quedara embarazada sin el permiso del gobierno para tener un hijo. Fu fundó la Asociación de Ayuda a China en Filadelfia en 2002, pero trasladó su sede a Midland, Texas en 2004. Fu también es conocido por su papel en la ayuda a la negociación del descalzo Chen Guangcheng la inmigración a Estados Unidos; en este sentido, ha sido descrito como un "enlace" entre los grupos oprimidos de China y los gobiernos o medios de comunicación extranjeros que pueden ayudarles.

## Biografía

### Primeros años y educación
Fu Xiqiu nació en 1968 en la provincia de Shandong y comenzó a estudiar literatura inglesa en la Universidad de Liaocheng en 1987. Durante su estancia en la universidad, Fu participó en el activismo político e inició el proceso de adhesión al Partido Comunista de China, con la intención de convertirse en funcionario del gobierno. His American professors would preach to students from a pocket bible after class. Fu organizó un grupo de estudiantes de su universidad para participar en las protestas de la plaza de Tiananmen de 1989 en Pekín. Cuando regresó a Shandong, fue investigado pero no detenido, y finalmente decidió no afiliarse al Partido. Ese año, un profesor de inglés estadounidense le regaló una biografía de Xi Shengmo, un cristiano converso chino del siglo XIX. After reading the book, Fu decided to convert to Christianity as well.
Tras completar sus estudios, Fu enseñó inglés en la Escuela del Partido Central del Partido Comunista de China de Pekín, mientras su esposa Bochun Cai (nacida en 1966) estudiaba en la Universidad Renmin de China. La pareja evangelizó ampliamente, fundando una iglesia universitaria y una colegio bíblico secreta en el Fangshan, en Pekín. El 9 de mayo de 1996, la pareja fue detenida por dirigir un centro de formación cristiana en el Fangshan, Pekín y por evangelización ilegal. El 8 de julio abandonó el centro de detención en buen estado de salud, tras haber recibido, al parecer, un buen trato, pero con la advertencia de no relacionarse con extranjeros. Las autoridades dijeron que Fu podía conservar su trabajo y permanecer en la residencia de la escuela del Partido Comunista, y que no tendría que pagar ninguna multa.

### Emigración y activismo
Ese mismo año, la esposa de Fu se quedó embarazada, violando la política del hijo único. En lugar de enfrentarse a la sanción, emigraron a la entonces colonia británica de Hong Kong, donde Cai dio a luz a Daniel Fu (en chino, 傅博恩; pinyin, Fù Bó'ēn). La Asociación Nacional de Evangélicos presionó con éxito a la Casa Blanca de Clinton para que Fu recibiera asilo político en Estados Unidos, donde emigró en 1997, instalándose en Filadelfia y asistiendo al cercano Seminario Teológico Westminster. En julio de 1998, Fu y Cai se trasladaron a la vecina Glenside (Pensilvania), Pensilvania para vivir con otra familia china en una casa comprada por un donante anónimo. En ese momento adoptaron los nombres de "Bob" y "Heidi".
Fu fundó la evangélica Asociación de Ayuda a China en 2002 en respuesta a la represión de la "Iglesia del Sur de China" no autorizada con sede en Hubei(en chino simplificado, 华南教会; pinyin, Huánán Jiàohuì). He and other Christians raised enough money for 58 lawyers for the defense, seeding prominent stories about the trial in The New York Times and The Wall Street Journal. La acusación legal de "socavar la aplicación de la ley" se retiró por falta de pruebas. China Aid cuenta con miles de voluntarios en China que están disponibles para llevar a cabo las actividades solicitadas por Fu a través de Internet, teléfono y cartas. También paga los salarios de 30 abogados defensores.
Fu también ha enseñado en la Oklahoma Wesleyan University.

### Operaciones en Midland
Tras ser invitado a visitar Midland, Texas por un compañero pastor, trasladó allí sus operaciones en 2004. Según The New York Times, Fu mantiene "una estrecha relación con los republicanos y los cristianos evangélicos". Ha orado en inglés en iglesias estadounidenses y ha cultivado contactos en grupos evangélicos de Texas. En 2008, Fu consiguió que el representante republicano de la Cámara de Representantes Frank Wolf se reuniera con un líder de una iglesia doméstica no autorizada en China. En 2009, Fu persuadió al Bush Consejo de Seguridad Nacional de los Estados Unidos|Consejo de Seguridad Nacional]] y al Departamento de Estado para que concedieran asilo a la familia de Gao Zhisheng, un abogado conocido por su defensa de los cristianos caseros y otros grupos sensibles.
En mayo de 2012, Fu tradujo el llamamiento del activista legal Chen Guangcheng para viajar a Estados Unidos en una audiencia del Congreso especial convocada por el representante Chris Smith. (R-NJ). Fu criticized President Barack Obama of "abandoning" Chen for his handling of the case.
En Estados Unidos, los técnicos de la Universidad de Nueva York (NYU) anunciaron por error que habían encontrado un software espía instalado en un iPad y un iPhone que Fu había regalado a Chen a través de su esposa Heidi Cai. Jerome A. Cohen de la Universidad de Nueva York acusó a Fu de dar a Chen un troyano "que permitía a Fu vigilar sus comunicaciones en secreto", aunque Fu lo negó, diciendo que sus técnicos sólo instalaron Skype para Chen. Más tarde, Cohen y la Universidad de Nueva York retiraron estas acusaciones, que según ellos se basaban en un malentendido de la tecnología, y aclararon que el iPad y el iPhone entregados al Sr. Chen por China Aid no contenían software espía.